# Phantogram
Phantogram est un groupe de rock électronique américain, originaire de Saratoga Springs, dans l'État de New York. Il est composé de Josh Carter et Sarah Barthel. Le batteur Tim Oakley accompagne le groupe uniquement lors de spectacles.
Le groupe définit son style musical d'electro rock, dream pop, electronica et trip hop, sous le terme de « street beat, psych pop ». D'après Carter, leur style est « composé de plein de rythmes, de guitares, de claviers spacey, d'échos, et vocaux aérés. » Carter et Barthel s'inspirent notamment des Beatles, de David Bowie, Cocteau Twins, J Dilla, the Flaming Lips, John Frusciante, Serge Gainsbourg, Madlib, Sonic Youth, Yes, Kevin Shields et Prince,,.

## Biographie

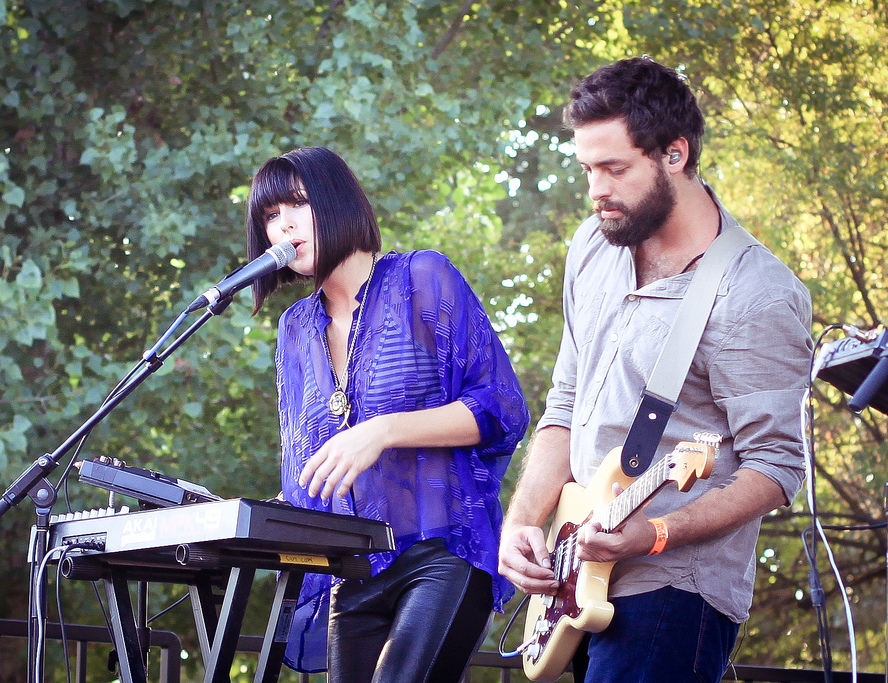
Phantogram en 2011.

Carter et Barthel sont amis depuis l'école maternelle. En été 2007, Barthel revient chez elle mécontente de son orientation au Champlain College de Vermont, et Carter revient chez lui après avoir joué à New York avec Grand Habit, un groupe expérimental formé avec son frère, John.  Les deux amis se réunissent et forment un groupe,. Ils jouent d'abord sur scène mais décident de se consacrer aux albums. 
Le duo est à l'origine appelé Charlie Everywhere, joue dans la banlieue de Saratoga Springs, et publie deux EP sur le label local Sub-Bombin Records. Après avoir signé au label britannique Barely Breaking Even le 26 janvier 2009, ils changent de nom pour Phantogram,,.
Leur premier EP éponyme est publié au label CE Records le 12 mai 2009 suivi la même année par l'EP Running From the Cops. 
Ils signent chez Barsuk Records en octobre 2009 sous les encouragements d'Erich Cannon de Spectre Entertainment, qui les a contacté après avoir trouvé leur page MySpace.
Phantogram publie son premier album, Eyelid Movies, le 15 septembre 2009 chez BBE (Europe) et Indica Records (Canada), et le 9 février 2010 chez Barsuk (US). L'album est bien accueilli par la presse spécialisée, et comprend trois singles : Mouthful of Diamonds, When I'm Small et As Far as I Can See. L'EP Nightlife est publié le 1er novembre 2011 et comprend le single Don't Move.  Le duo collabore avec Big Boi d'OutKast sur trois morceaux (Objectum Sexuality, CPU et Lines) sur son deuxième album studio, Vicious Lies and Dangerous Rumors, publié en décembre 2012. Le 30 septembre 2013, Republic Records publie l'EP Phantogram. Il est suivi par un deuxième album, Voices, publié le 18 février 2014 par Barsuk/Republic. Un cinquième single, Nothing But Trouble, est publié le 14 juillet.
Barthel est invitée sur la chanson de Miley Cyrus, Slab of Butter (Scorpion), issue de l'album Miley Cyrus and Her Dead Petz. Phantogram collabore de nouveau avec Big Boi en 2015, pour l'EP sept titres Big Grams, publié le 25 septembre 2015 chez Epic Records.

## Discographie

### Albums studio
- 2009 : Eyelid Movies
- 2014 : Voices[20]
- 2016 : Three
- 2020 : Ceremony
- 2024 : Memory Of A Day

### EP
- 2009 : Phantogram EP (2009)
- 2009 : Running From the Cops EP (2009)
- 2011 : Nightlife EP (2011)
- 2013 : Phantogram EP (2013)

### Singles
- 2009 : Mouthful of Diamonds
- 2009 : When I'm Small[21]
- 2011 : As Far As I Can See
- 2011 : Don't Move
- 2013 : Black Out Days (réédité en 2014)
- 2013 : Nothing but Trouble
- 2014 : Fall In Love
- 2016 : You don't Get Me High Anymore (#6 du Billboard Alternative)